# Knuddels
Knuddels ist eine Online-Community im deutschsprachigen Raum, die 1999 gegründet wurde. Nutzer können Konten erstellen und sich innerhalb verschiedener, meist themenbezogener Chaträume mit anderen Nutzern austauschen. Der Onlinedienst stand wegen seines Missbrauchspotenzials, insbesondere aufgrund Cyber-Groomings und sexueller Belästigung mehrmals in der Kritik. Im Jahr 2018 wurde ein umfangreicher Hack bekannt, bei dem 1,8 Millionen personenbezogene Daten illegal kopiert wurden.

## Entstehung und Werdegang
Das im Sommer 1999 gestartete Projekt wurde von Holger Kujath, Mathias Retzlaff und Mirko Strauß gegründet. Kujath und Retzlaff waren zu diesem Zeitpunkt Informatikstudenten im dritten Semester an der Universität Karlsruhe. Im September 2002 wurde die Firma Knuddels GmbH & Co. KG mit Kujath und Retzlaff als Geschäftsführer gegründet.
Im Frühjahr 2002 wurde Knuddels von CAMPUS im Cyberforum für die CAMPUS-Förderung ausgewählt. Am 4. Dezember 2002 wurde Knuddels auf der Netnight in Stuttgart der NEO Award für die „beliebteste Internetseite“ verliehen. Finanzielle Einnahmen beziehen die Betreiber von Knuddels durch Werbeeinblendungen und durch kostenpflichtige Premiumdienste. Ab Mitte 2005 wurden nach heftiger Kritik – sowohl in den Medien als auch intern – schrittweise neue Maßnahmen für den Jugendschutz ergriffen.
2014 beschäftigte das Unternehmen 30 Mitarbeiter. Im Jahr 2018 gab es monatlich etwas mehr als 300.000 aktive Benutzer. 2019 stellte Knuddels seinen Webclient auf ein neues Design um, welches seit 2020 auch für die Knuddels iOS App Verwendung findet.
Im Jahr 2023 startete die Plattform eine Kooperation mit dem Bundeskriminalamt (BKA). Die gemeinsam erarbeiteten Maßnahmen verfolgen das Ziel, Straftaten, wie zum Beispiel Cyber-Grooming, vorzubeugen und nachhaltig von der Plattform auszuschließen. Dies nachdem die Plattform mehrfach dadurch aufgefallen war, dass es Pädophilen sehr leicht gemacht wird, Kontakt mit Kindern aufzunehmen.

## Chatstatus
Im Chat gibt es ein Rechtesystem, das von Knuddels selbst als Chatstatus betitelt wird. Nach diesem System gibt es 11 mögliche Status, die ein Nutzer innehaben kann.

### Newbie / Status 0
Als Newbie gilt man nach seiner Registrierung. Bis zur 100. Online-Minute bekommt man hinter dem Nick eine Biene angezeigt, die die anderen Status sehen können. Der Nickname wird je nach Channelhintergrund schwarz oder weiß dargestellt.

### Familymitglied / Status 1
Wie der Status Familymitglied erreicht wird, wurde lange Zeit zu einem Geheimnis gemacht, jedoch wird er inzwischen durch das Komplettieren der ersten Level der Quests als Belohnung verliehen. Sobald ein Nickname den Status 1 erreicht hat, kann dieser nicht wieder verloren werden. Des Weiteren werden einige Funktionen des Chats freigeschaltet, unter anderem die Möglichkeit einen eigenen Channel anzulegen, sowie das Entwickeln von UserApps. Der Nickname wird dann blau dargestellt.

### Stammchatter / Status 2
Stammchatter wird ein User aufgrund von Aktivität im Chat. Dieser Status kann durch Inaktivität auch wieder verloren werden. Stammchatter sind berechtigt, an Wahlen teilzunehmen. Sie stellen auch die ehrenamtlichen Channelmoderatoren. Der Nickname wird meistens grün dargestellt.

### Ehrenmitglied / Status 3
Zum Ehrenmitglied kann ein Nutzer werden, wenn er durch die Ehrenkommission dazu ernannt wurde. Die meisten Ehrenmitglieder sind aus dem Admin-Amt ausgeschiedene Nutzer. Ein Nutzer kann den Status auch erreichen, indem er sogenannte Mentorpunkte sammelt oder 100 Monate ehrenamtlich Channelmoderator war.

### Inoffizieller Administrator / Status 5
Dieser Status wird ausschließlich durch das Community-Management vergeben und geht mit administrativen Rechten einher, die jedoch für den normalen Nutzer so nicht erkenntlich sind.

### Administrator / Status 6
Administratoren sind Nutzer, die von den Stammchattern demokratisch gewählt wurden. Durch die Rechtevergabe bekommen Nutzer mit diesen Status weitreichende, administrative Rechte, mit denen sie andere Nutzer für den Chat sperren können. Ein Admin-Nick wird rot dargestellt sowie mit einem Admin-Icon vor diesem erkenntlich gemacht. Administratoren haben die Möglichkeit, dieses mit einem Incognito-Modus zu unterdrücken.

### Systemadministrator / Status 10
Die Systemadministratoren sind bei Knuddels angestellte Personen, die sich um die technische Seite des Chats kümmern. Auch der Chatbot James hat den Status 10.

## Administrative
Die Chatadministrative wird zum Großteil von ehrenamtlichen Mitgliedern erbracht. Diese werden von den Nutzern selber in demokratischen Wahlen ernannt.

### Channelmoderatoren
Channelmoderatoren stellen die erste administrative Ebene. Sie sind Stammchatter, die ihren Lieblingschannel gesetzt haben, und werden alle zwei Monate für einen Channel gewählt und haben auch nur in dem Channel, in dem sie gewählt worden sind, erweiterte Rechte.

### Administratoren
Administratoren stellen die zweite administrative Ebene. Anders als bei den Channelmoderatoren gelten ihre Rechte nicht nur in einem Channel, sondern im gesamten Chat. Sie werden ca. alle sechs Monate neu gewählt.

#### Vertrauensadministrator
Vertrauensadministratoren stellen ein Kontrollgremium innerhalb der Administratoren dar und werden nach der Hälfte der Admin-Periode von den Administratoren gewählt. Sie sind die Schnittstelle zu anderen Nutzern, sollten diese Probleme mit einem Administrator haben.

### Teams
Innerhalb der Administrative gibt es sogenannte Teams, die sich um Themenschwerpunkte kümmern.

#### Channelleitung
Administratoren stellen zusammen mit Ehrenmitgliedern die Channelleitung (CLT), die die Arbeit der Channelmoderatoren kontrolliert und den Channelmoderatoren Schulungen im Umgang mit ihren erweiterten Rechten bietet. Die Channelleitung löste das Hauptzuständige Mitglied als Verantwortlichen für einen Channel zum 1. Juni 2023 ab.

#### Jugendschutz-Team
Das Jugendschutz-Team wurde unter dem Namen Anti-Pädophilen-Team am 1. Juli 2005 gegründet. Es hat die Aufgabe, sexuellen Übergriffen auf minderjährige Mitglieder vorzubeugen. Teammitglieder können nur Chatter mit dem Mindeststatus 2 werden. Seit Juni 2023 kooperiert Knuddels des Weiteren mit dem BKA.

#### Profil-Team
Das Profil-Team kümmert sich um die Nutzerprofile auf Knuddels. Es entstand aus den beiden Teams Foto und Verify am 18. Oktober 2017.

#### Anti-Extremismus
Um die politischen Aktivitäten von etwaigen Extremisten unter den Benutzern so gering wie möglich zu halten, wurde anfangs ein „Anti-Rechts-Team“ (kurz ART) gegründet, welchem Admins, Stammchatter und Ehrenmitglieder angehörten. Dieses Team hat sich darauf spezialisiert, rechtes Gedankengut aus dem Chat zu verbannen. Später wurde das Team in „Anti-Extremismus-Team“ (kurz AET) umbenannt, welches nun sämtliche Formen von Extremismus überwacht. Hierbei werden auch die Channelmoderatoren darüber aufgeklärt und einbezogen.
Am 11. Oktober 2012 wurde eine Spendenaktion für mehr Toleranz ins Leben gerufen. Zusammen mit der Amadeu Antonio Stiftung wollte man ein Zeichen für mehr Toleranz und Akzeptanz in der Bevölkerung, gegen rechte Gewalt (Rechtsextremismus), setzen. Während der etwa viermonatigen Sammelzeit kamen insgesamt 5.392,24 Euro durch die Usergemeinschaft zusammen, welche von der Chatleitung auf 10.000 Euro aufgestockt wurde.

## Kritik

### Suchtgefahr
Kritiker warnen, dass die Suchtgefahr von Knuddels im Vergleich zu anderen Chats höher sei, da es sich nicht nur um eine Kommunikationsmöglichkeit wie üblich handele, sondern „eine eigene Gesellschaft aufgebaut“ werde.

### Sexueller Missbrauch und Cybergrooming
Wie bei anderen Chat-Angeboten existiert auch bei Knuddels die Gefahr, dass erwachsene Personen die Plattform zum Kontaktaufbau zu Heranwachsenden ausnutzen. Für Täter ist dabei besonders vorteilhaft, dass sie anonym sind und parallel Netzwerke wie Skype, Facebook oder Instagram nutzen können.
Wiederholt kam es schon zu Straftaten bis hin zu Mord und konkreten Missbrauchsdelikten im Zusammenhang mit der Nutzung von Knuddels.
Im RTL-Spezial Angriff auf unsere Kinder berichteten Eltern und Missbrauchsopfer über Cybergrooming auf Knuddels. Zwei ehemalige Administratoren gaben an, dass dagegen kaum etwas unternommen werde. Im Rahmen der Sendung meldeten sich in einem Experiment drei erwachsene Frauen auf Knuddels an und gaben sich als Zwölfjährige aus; sie wurden von Männern teils massiv bedrängt und erhielten innerhalb von drei Tagen über 500 sexualisierte Kontaktanfragen. Der Betreiber ließ vermelden: „Wir von Knuddels nehmen die im RTL-Beitrag gezeigten Herausforderungen für unser Netzwerk seit Jahren sehr ernst und setzen viel daran, dass unsere User maximal gut geschützt werden.“ Knuddels verwies weiterhin auf eine Reihe bestehender und kommender Schutzmaßnahmen, welche auf seiner Jugendschutzseite gesammelt zur Einsicht vorliegen.
Innerhalb von rund sechs Monaten konnten gemäß Knuddels 2023 mit Hilfe von KI mehrere Maßnahmen umgesetzt werden, die in Kombination mit der BKA-Kooperation potenzielle Straftäter frühzeitig identifizieren sollen. Außerdem sollen Konten von mutmaßlich minderjährigen Nutzern (unter 16 Jahren) gesperrt werden, eine Wiederanmeldung unter neuem Namen sei nicht möglich.

### Datendiebstahl 2018 & DSGVO-Verletzung
Im September 2018 wurde bekannt, dass 1,8 Millionen Datensätze von Knuddels unbefugt kopiert wurden (sogenannter Datendiebstahl). Diese Datensätze enthielten Namen, Wohnort, E-Mail-Adresse und das unverschlüsselte Passwort der Nutzer. Die Speicherung von Passwörtern im Klartext ist ein Verstoß gegen die Datenschutz-Grundverordnung, das Unternehmen musste daher 20.000 Euro Strafe zahlen. Laut dem Landesbeauftragten für Datenschutz und Informationsfreiheit Baden-Württemberg wurde das Urteil unter anderem durch die hohe Kooperationsbereitschaft bei der Behebung dieser Missstände gemildert.